# 真湯温泉
真湯温泉（しんゆおんせん）は、岩手県一関市（旧国陸奥国、明治以降は陸中国）にある温泉。

## 泉質
- ナトリウム･カルシウム - 硫酸塩泉

一関市真湯温泉センターの源泉として、温泉センター内風呂が給湯先の真湯3号井と、露天風呂が給湯先の鹿の湯がある。
- 真湯3号井
  - 湧出量：毎分199.7リットル[1]
  - 泉温：51.2℃[1]
- 鹿の湯
  - 湧出量：毎分176リットル[1]
  - 泉温：52.4℃[1]

## 温泉街
一関市真湯温泉センターがあり、施設内の温泉交流館に露天風呂や休憩施設がある。また、真湯温泉センターの付属施設としてコテージ、ジャブジャブ広場（池）、テニスコート（4面）がある。周囲はブナの原生林に囲まれている。近くにはキャンプ場、スキー場も存在する。

## 歴史
肌に対する効能から、強酸性の須川高原温泉での湯治後の仕上げ湯であった。
昭和33年（1958年）11月1日 - 厚生省告示第327号により須川高原温泉とともに国民保養温泉地に指定。
平成23年（2011年）7月30日 - 真湯山荘から真湯温泉センターへ名称変更し、リニューアルオープン。

## アクセス
- 公共交通：JR一ノ関駅より岩手県交通の路線バス 須川温泉線（季節運行）で約60分
- 車：東北自動車道一関ICより国道342号を西へ約40分

## 周辺
- 一関温泉郷
  - 須川高原温泉
- 真湯野営場
- 祭畤スノーランド